# Henri Chivot
Henri Charles Chivot né à Batignolles-Monceau le 18 novembre 1830, mort au Vésinet le 18 septembre 1897, est un écrivain et auteur français surtout connu comme librettiste d'opérettes.

## Biographie
Henri Chivot commence sa carrière en écrivant un vaudeville en un acte pour les Folies-Dramatiques, Sous un hangar. Grâce au succès obtenu, il continue ensuite à écrire des vaudevilles et des pièces de théâtre, surtout en collaboration avec son ami Alfred Duru. Ses pièces sont jouées au Théâtre des Variétés, à celui du Palais-Royal ou aux Folies-Dramatiques.
À partir de 1865, il devient librettiste et en collaboration, avec notamment Alfred Duru, il écrit de très nombreux livrets d'opérettes ou d'opéras-comiques pour les auteurs connus de l'époque.
Il a eu trois enfants dont le peintre Charles Chivot.

## Œuvres
- Zilda ou la Nuit des dupes, écrit avec Vernoy de St-Georges, pour Friedrich von Flotow, 1866
- Les locataires de Monsieur Blondeau[3]
- Le Pays d'or avec Albert Vanloo pour Leon Vasseur, 1892[4]

- Avec la collaboration constante d'Alfred Duru, pour :
  - Hervé,
    - Les Chevaliers de la Table Ronde, 1866 ;

- - Charles Lecocq
    - Fleur-de-thé, 1868 ;
    - Gandolfo, 1869 ;
    - Les cent vierges (en), 1872 ;

- - Edmond Audran
    - Les Noces d'Olivette, 1879 ;
    - La Mascotte, 1880 ;
    - Le Grand Mogol, 1884 ;

- - Jacques Offenbach
    - L'Île de Tulipatan, 1868 ;
    - Les Braconniers 1873 ;
    - Madame Favart 1878 ;
    - La Fille du tambour-major, 1879 ;

- - Robert Planquette
    - Surcouf, 1887.